# Zulu (Schiff, 1938)
HMS Zulu (F18/G18/L18) war ein Zerstörer der (zweiten) Tribal-Klasse der britischen Royal Navy. Sie gehörte zu den ersten sieben am 10. März 1936 bestellten Schiffen und kam anfangs bei der Mittelmeerflotte zum Einsatz.
Nach Kriegsbeginn wurde das Schiff mit der 4. Zerstörerflottille zur Home Fleet befohlen und war von April bis Juni 1940 mit den Schwesterschiffen zur Abwehr des deutschen Angriffs auf Norwegen im Einsatz. Im September 1941 kehrte das Schiff ins Mittelmeer zurück.
Nach einem missglückten Angriff auf Tobruk sank die durch Luftangriffe schwerbeschädigte Zulu im Schlepp eines Geleitzerstörers am 14. September 1942. Am Morgen hatte sie noch versucht, ihr durch eine Küstenbatterie (Flak-Abt. I./43 (Major Wegener)) außer Gefecht gesetztes Schwesterschiff Sikh aus der Gefahrenzone zu schleppen, das dabei sank. Danach musste die Zulu noch den durch einen Luftangriff schwer getroffenen Flugabwehrkreuzer Coventry nach der Bergung der Mannschaft mit einem Torpedo versenken, ehe sie selbst als drittes Schiff neben sechs MTB´s Opfer dieser Operation wurde. Bis auf 36 Mann konnte die Besatzung der Zulu geborgen werden.

## Die Geschichte des Schiffes

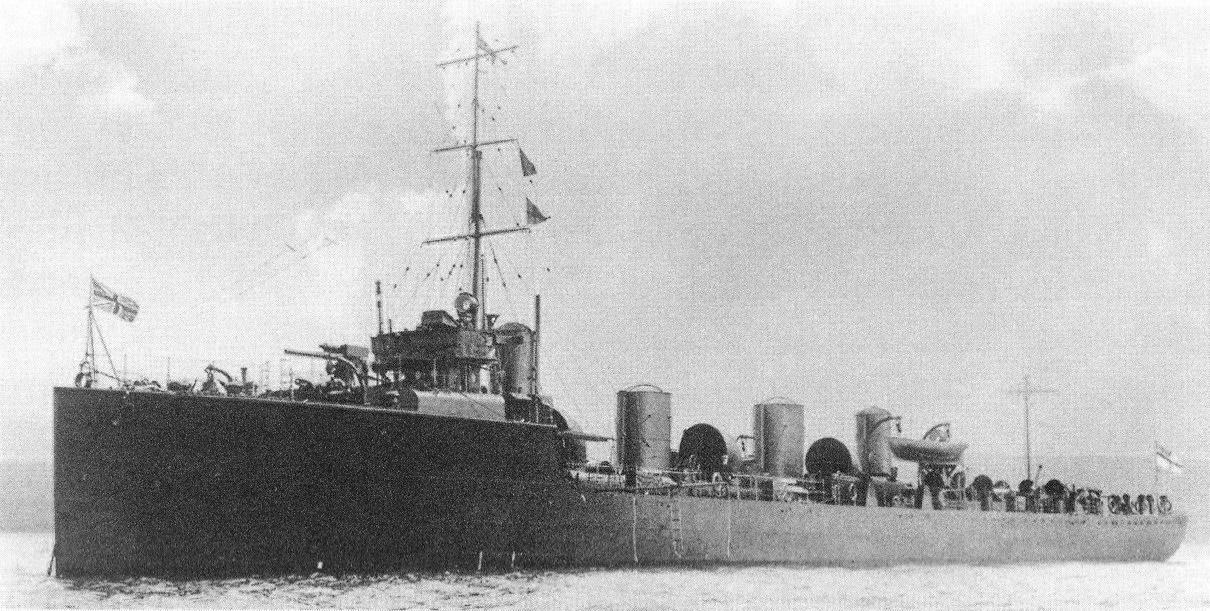
Die erste HMS Zulu

Das Schiff wurde am 10. August 1936 bei der Werft von Alexander Stephen and Sons in Glasgow auf Kiel gelegt, am 23. September 1937 als zweite Zulu der Royal Navy vom Stapel gelassen und am 7. September 1938 in Dienst gestellt. Die erste HMS Zulu war ein 1910 in Dienst gestelltes Boot der ersten Tribalklasse, dessen Vorschiff nach einem schweren Minentreffer 1916 mit dem hinteren Teil der ebenfalls schwerbeschädigten HMS Nubian zum neuen Zerstörer HMS Zubian zusammengefügt wurde, der von 1917 bis 1919 eingesetzt wurde.
Nach den Abnahmetests wurde die Zulu ins Mittelmeer abkommandiert und traf am 18. November 1938 in Malta ein, wo sie der „1st Tribal destroyer flotilla“ (ab April 1939 4. Zerstörerflottille) zugeteilt wurde.

### Kriegseinsätze
Nach dem Kriegsausbruch sicherte die Zulu mit ihren Schwesterschiffen den Schiffsverkehr der Alliierten im Mittelmeer, bis sie mit der 4. Zerstörerflottille zur Home Fleet im Oktober 1939 versetzt wurde. Im Dezember 1939 und Januar 1940 fiel durch eine Turbinenreparatur aus, da auf ihr ähnliche Schäden wie bei fast allen Schwesterschiffen aufgetreten waren. Am 8. April 1940 ging die Zulu mit den Schwesterschiffen Afridi, Gurkha, Sikh, Mohawk und Cossack sowie den Schweren Kreuzern des 1. Kreuzergeschwaders in See, um sich an der Abwehr des deutschen Angriffs auf Norwegen zu beteiligen. Am 15. April erkundete die Zulu mit dem Flottillenführer Faulknor die Lage in Narvik und den naheliegenden Fjorden nach der Vernichtung der deutschen Zerstörer. Am 24. beteiligte sie sich an der Beschießung der deutschen Stellungen in und bei Narvik durch das Schlachtschiff Warspite und die Kreuzer Effingham, Aurora und Enterprise. Am 12. Mai versenkte die Zulu den von den Deutschen beschlagnahmten norwegischen Dampfer Nord-Norge in Hemnesberget. Der vom Zerstörer und dem Kreuzer Calcutta gesuchte Postdampfer war als Transporter für Gebirgsjäger genutzt worden, um britische Truppen bei Mosjoen zu umgehen.
Neben den Einsätzen vor Norwegen übernahm der Zerstörer auch Sicherungsaufgaben auf den Zuwegen zu den britischen Inseln, so Ende Mai bei einem großen kanadischen Truppentransport und im August mit Punjabi und Tartar, als die Force H aus Gibraltar zur Home Fleet zurückverlegt wurde.

Im Mai 1941 war die Zulu Teil des Begleitschutzes des Konvois WS-8B. Die fünf Zerstörer Zulu, Cossack, Maori, Sikh und die polnische Piorun wurden am 26. Mai 1941 von dem Konvoi abgezogen, um das deutsche Schlachtschiff Bismarck aufzufinden. Sie fanden die Bismarck und fuhren in der Nacht Torpedoangriffe. Diese Angriffe waren erfolglos, zwangen aber die Besatzung des deutschen Schlachtschiffes, die Nacht hindurch in voller Gefechtsbereitschaft zu bleiben. Auch verringerten diese Angriffe den Munitionsbestand des deutschen Schiffes. 
Am 13. September sicherte die Zulu mit Gurkha, Legion, Lively, Lance, Foresight und Forester die Träger Ark Royal und Furious, die erneut Hurricane-Jäger zur Verstärkung nach Malta starteten.
Die im Januar in Malta bei „Force K“ stationierte Zulu nahm am 18. mit dem Kreuzer Penelope und den Zerstörern Sikh, Lance, Lively und Jaguar an der Aufnahme des aus Alexandria kommenden Konvois MW.8A/B teil, von dessen ursprünglich vier Transportern einer schon versenkt war und einer die Fahrt abgebrochen hatte. Die beiden verbliebenen Schiffe wurden am 19. nach Malta gebracht. Beim Zusammentreffen der „Force B“ aus Alexandria und der „Force K“ wechselten Legion und Maori zur „Force K“ nach Malta und die Jaguar kehrte nach Alexandria zurück.
Am 25. Januar lief „Force K“ aus Malta mit dem Kreuzer Penelope, den Zerstörern Zulu, Lance, Legion, Lively und Maori aus. Sie begleitete die leeren Transporter Glengyle und Rowallan Castle. Am 26. Januar traf „Force K“ den Konvoi für Malta mit dem Transporter Breconshire. Die Geleitzüge tauschten die Zerstörer Kingston und Lance sowie die Transporter aus und liefen entsprechend am 27. Januar in Malta bzw. am 28. in Alexandria ein. Versuchte Luftangriffe führten zu keinen Ergebnissen. Am 7. und 8. Februar versenken Lively und Zulu bei einem Vorstoß westlich Pantelleria die italienischen Einzelfahrer Grongo (316 BRT) und Aosta (494 BRT). Am 13. Februar lief die „Force K“ mit dem Kreuzer Penelope und den Zerstörern Zulu, Sikh, Legion, Lively, Fortune und Decoy aus Malta mit vier geleerten Transportern aus, um drei neue Transporter aus Alexandria aufzunehmen, die aber alle durch Luftangriffe verloren gingen. Penelope, Legion und die wieder zugeteilte Lance kehrten nach Malta zurück. Die beim Untergang der Maori in Malta leicht beschädigte Decoy und Fortune verließen die „Force K“, Zulu, Sikh und Lively marschierten mit den Sicherungskräften des Westkonvoi auch nach Alexandria und sollten von dort nach Malta zurückkehren.
Auf die Falschmeldung von der Torpedierung eines italienischen Kreuzers lief Rear-Admiral Philip Vian am 9. März 1942 mit den Kreuzern Naiad, Dido, Euryalus und den Zerstörern Kipling, Kelvin, Lively, Sikh, Zulu, Hasty, Havock und Hero von Alexandria aus, um das Schiff abzufangen und zugleich die aus Malta kommenden Kreuzer Cleopatra und Zerstörer Kingston aufzunehmen. Italienische Torpedoflugzeuge und deutsche Bomber griffen den Verband erfolglos an. Am 11. März versenkte U 565 nördlich Sollum aus dem zurück marschierenden Verband das Flaggschiff Vians, Naiad. Die Besatzung wurde bis auf 82 Mann gerettet.
Am 20. März 1942 lief dann der nächste Konvoi mit vier Transportern aus Alexandria nach Malta aus. Die Sicherungskräfte der Royal Navy umfassten vier Leichte Kreuzer, einen Flakkreuzer und 18 Zerstörer. Im Falle eines Angriffs der italienischen Flotte sollten sich sechs Divisionen bilden, die einen Angriff aufhalten sollten und eine Nahsicherung aus fünf Geleitzerstörern der Hunt-Klasse mit dem Konvoi weiterlaufen und ggf. ausweichen. Tatsächlich erfolgte am 22. ein Überwasserangriff der italienischen Flotte in zwei Gruppen von insgesamt einem Schlachtschiff, zwei Schweren Kreuzern, einem Leichten Kreuzer und zehn Zerstörern. Trotz der massiven Rauch- und Nebelverwendung der Briten und dem Fehlen einer Radarausrüstung konnten die italienischen Einheiten einige britische Schiffe erheblich beschädigen. Die Italiener brachen das Gefecht vor dem Einbruch der Dunkelheit ab. Die Zulu erlitt Schäden durch die See und einige Manöver bei hoher Geschwindigkeit. Die durch das Gefecht erzwungene Kursänderung des Geleits brachte dieses am folgenden Tag lange in die Reichweite der Luftwaffen der Achsenmächte und führte zum Verlust aller Transporter.

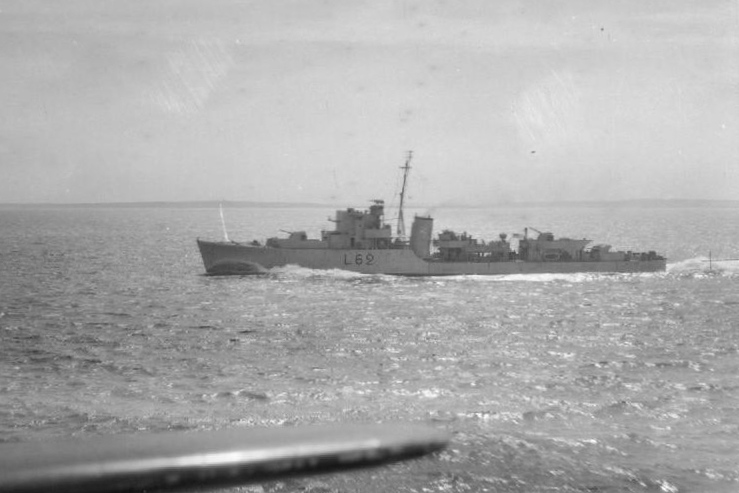
Der Hunt-II-Geleitzerstörer HMS Croome

Am 4. August 1942 traf Zulu zusammen mit dem Schwesterschiff Sikh sowie den Geleitzerstörern Croome und Tetcott vor Haifa auf das deutsche U-Boot U 372, das sich kurz danach ohne Verluste selbst versenkte.

### Das Ende der Zulu
Am 13. und 14. September deckte sie zusammen mit Sikh einen Kommandoangriff auf Tobruk. Dabei wurde die Sikh durch Küstenbatterien schwer beschädigt. Beim Versuch, die Überlebenden der Sikh zu retten, wurde die Zulu ebenfalls getroffen. Auf dem Rückmarsch wurde der Sicherungskreuzer des Angriffs, der alte Flakkreuzer Coventry, durch deutsche Bomber vom Typ Junkers Ju 88 der I. Gruppe des Lehrgeschwaders 1 und von Junkers Ju 87 der 8. Staffel des Sturzkampfgeschwaders 3 mehrfach getroffen. Die Zulu musste den brennenden Kreuzer mit einem Torpedo versenken. Kurz darauf wurde sie selbst von einem italienischen Flugzeug durch einen Bombentreffer manövrierunfähig gemacht. Die Besatzung der HMS Zulu wurde zum größten Teil durch den Geleitzerstörer HMS Croome übernommen, bevor der schwerbeschädigte Zerstörer am 14. September 1942 bei 32° 0′ 0″ N, 28° 56′ 0″ O im Schlepp der HMS Hursley sank.